# 10210 Натхойс
10210 Натхойс (10210 Nathues) — астероїд головного поясу, відкритий 30 серпня 1997 року.
Тіссеранів параметр щодо Юпітера — 3,467.